# Tử thần vùng Texas
Thảm sát cưa máy tại Texas hay là Tử thần vùng Texas (The Texas Chain Saw Massacre') là một bộ phim kinh dị năm 1974 của Mỹ, do Tobe Hooper sản xuất và đạo diễn, người đồng viết với Kim Henkel. Phim có sự tham gia của Marilyn Burns, Paul A. Partain, Edwin Neal, Jim Siedow và Gunnar Hansen, các diễn viên lần lượt thủ vai những nhân vật Sally Hardesty, Franklin Hardesty, người xin đi nhờ xe, chủ ngôi nhà và Leatherface, phản diện chính của phim. Phim xoay quanh câu chuyện của một nhóm bạn trở thành nạn nhân của một gia đình ăn thịt người khi họ đang trên đường đến thăm một khu trại cũ. Mặc dù phim đã được thị trường hóa vừa như một câu chuyện có thật để thu hút một lượng lớn khán giả, vừa như một bài bình luận bóng gió nói về hoàn cảnh chính trị của thời đại, nhưng cốt truyện của nó hoàn toàn hư cấu; tuy nhiên nhân vật của Leatherface và những chi tiết nhỏ trong cốt truyện được truyền cảm hứng từ một tên sát nhân hàng loạt ngoài đời thực Ed Gein.